# Охтьюган
Охтьюган (уст. Охть-Юган) — река в России, протекает по территории Ханты-Мансийского района Ханты-Мансийского автономного округа. Устье реки находится в 25 км по левому берегу Ненсъюгана. Длина реки — 78 км, площадь водосборного бассейна — 563 км². Река протекает в малонаселённой местности вдали от населённых пунктов.
Высота устья — 43,5 м над уровнем моря.

## Притоки
Основные притоки:
- 30 км: Ильписоим
- Шаимсоим-Юж
- 54 км: Нанкпайсоим
- 60 км: Вурсатюган
- 65 км: Тунаманохтьюган

## Данные водного реестра
По данным государственного водного реестра России относится к Верхнеобскому бассейновому округу, водохозяйственный участок реки — Обь от города Нефтеюганск до впадения реки Иртыш, речной подбассейн реки — Обь ниже Ваха до впадения Иртыша. Речной бассейн реки — (Верхняя) Обь до впадения Иртыша.